# San Isidro de Morelos
San Isidro de Morelos är en ort i Mexiko.   Den ligger i kommunen Putla Villa de Guerrero och delstaten Oaxaca, i den sydöstra delen av landet, 280 km sydost om huvudstaden Mexico City. San Isidro de Morelos ligger 2 373 meter över havet och antalet invånare är 349.
Terrängen runt San Isidro de Morelos är kuperad åt nordost, men åt sydväst är den bergig. Runt San Isidro de Morelos är det ganska glesbefolkat, med 32 invånare per kvadratkilometer. Närmaste större samhälle är Putla Villa de Guerrero, 19,3 km söder om San Isidro de Morelos. I omgivningarna runt San Isidro de Morelos växer huvudsakligen savannskog.